# La isla del viento
La isla del viento es la primera película sobre Miguel de Unamuno. Dirigida por Manuel Menchón. Fue presentada en la Sección Oficial del 30° Festival Internacional de Cine de Mar del Plata (2015).
El largometraje muestra el lado más íntimo y desconocido de Miguel de Unamuno, durante su destierro en Fuerteventura en 1924. También recoge el enfrentamiento en el Paraninfo de la Universidad de Salamanca con Millán Astray en 1936.
El personaje de Miguel de Unamuno cobra vida gracias a la memorable interpretación del actor y académico de la RAE, José Luis Gómez. 

## Argumento
Salamanca, 1936. Don Miguel de Unamuno sufre un nuevo enfrentamiento de los muchos que ha tenido durante su vida. En este caso en el Paraninfo de la Universidad de Salamanca con el general franquista Millán Astray.  
Este hecho le supone la destitución inmediata como profesor y el arresto domiciliario hasta el final de sus días. En la soledad existencial que vive, Unamuno recordará su exilio en la isla de Fuerteventura en 1924.

## Críticas
- Caimán Cuadernos de cine. Noviembre 2016:

"Lograda ópera prima (...) excelente trabajo de José Luis Gómez (...) una cinta cuyo visionado, más allá del placer estético que aporta y de la reflexión a la que incita, quedaría justificada sólo por su epílogo."
- El Mundo:[2]

"Manuel Menchón trasciende la notoria escasez de medios y logra materializar un Unamuno más que creíble. José Luis Gómez asume el aspecto más humano y, sin necesidad de subrayados ni juegos metafóricos, lo conecta con infinidad de temas de incuestionable actualidad.” 
- ABC:[3]

"Primer largometraje del prometedor Manuel Menchón (...) de miras amplias, de generosa ambición. (...) Modesta, pero joya alfin y al cabo, la que nos presenta Menchón." 
- EL PAÍS:[4]

"Menchón afronta con éxito un doble reto: dedicar su primera película de ficción a la figura titánica de Unamuno, nunca llevada al cine hasta ahora, y ofrecernos una semblanza a la vez íntima y emblemática de aquel gran intelectual (...) Merece la pena ver La isla del viento por la belleza y calidad de las imágenes, por el mensaje que difunde, por la interpretación de los actores y sobre todo la del magistral José Luis Gómez.” 
- Nueva Tribuna:[5]

"El director malagueño logra una joya de 105 minutos que el público aplaudió de pie.”

## Reconocimientos
- 30° Festival Internacional de Cine de Mar del Plata (2015). Selección Oficial Competición Internacional.

-Mención Especial de la Asociación Cronistas Cinematográficos de Argentina (ACCA)
- Festival de Cine español de Málaga 2016

-Premier
- Festival International de Cinéma de Nador (2016):

-Mención Especial del Jurado.
-Mejor Guion.
- Festival Internacional de Cine de Islantilla (2016):

-Premio del Público al Mejor largometraje. 
- Insularia Fest- (2016):

-Mención Especial del jurado
- PREMIO CEC 2017(Círculo de Escritores Cinematográficos):

-Nominación Mejor Actor Protagonista – José Luis Gómez.
- FICEE (2016):

-Premio Mejor Largometraje.
- PREMIOS SECAN 2017 (CINE ANDALUZ) 6 Nominaciones:

-Mejor película.
-Mejor dirección: Manuel Menchón.
-Mejor interpretación masculina: José Luis Gómez.
-Mejor interpretación masculina: Víctor Clavijo.
-Mejor fotografía: Alberto Centeno.
-Mejor dirección artística: Estefanía López.